# Ciawang
Ciawang is een bestuurslaag in het regentschap Tasikmalaya van de provincie West-Java, Indonesië. Ciawang telt 6116 inwoners (volkstelling 2010).